# Festival di Sanremo 2004
Il cinquantaquattresimo Festival di Sanremo si svolse al teatro Ariston di Sanremo dal 2 al 6 marzo 2004 con la conduzione di Simona Ventura, affiancata da Gene Gnocchi e con la partecipazione di Paola Cortellesi e Maurizio Crozza.
A condurre quest'edizione era stato inizialmente designato Paolo Bonolis, il quale, sia per via degli impegni precedentemente assunti con due programmi della rete in quella stagione televisiva (Affari tuoi e Domenica in), sia per la scarsa sintonia con il direttore artistico Tony Renis, il 23 ottobre 2003 - a pochi mesi dall'inizio della manifestazione - preferì rinunciarvi (avrebbe poi condotto con successo l'edizione successiva). Si decise di affidare la conduzione della kermesse alla Ventura che, reduce dal successo della prima edizione del reality show L'isola dei famosi (all'epoca in onda su Rai 2), accettò ufficialmente l'incarico ai primi di gennaio, diventando la quarta donna nella storia della manifestazione a ricoprire il ruolo di conduttrice principale, dopo Maria Giovanna Elmi, Loretta Goggi e Raffaella Carrà.
L'edizione è stata vinta da Marco Masini, già vincitore della sezione Nuove proposte nel 1990, con la canzone L'uomo volante.
La direzione artistica dell'evento venne curata dal già citato Tony Renis con la collaborazione di Gianmarco Mazzi, la regia da Stefano Vicario, la scenografia da Gaetano Castelli e la direzione musicale da Leonardo de Amicis.
In quest'edizione fu abolita la suddivisione dei cantanti in Big (o Campioni) e Giovani (o Nuove Proposte) che era stata inaugurata nel 1984, e i cantanti gareggiarono in un'unica competizione. 
Come già accaduto nel 1975, le case discografiche boicottarono la manifestazione, non inserendo nomi di spicco tra i partecipanti alla gara né tra gli ospiti d'onore, a causa di disaccordi con l'organizzatore Tony Renis: il cast degli artisti in gara risultò quindi composto prevalentemente da interpreti all'epoca esordienti o comunque poco conosciuti, e fu una delle cause dello scarso riscontro Auditel ottenuto nelle varie serate. Seguendo lo share, con il 38,98%, l'edizione del 2004 risulterebbe essere la seconda edizione del Festival meno vista di sempre dopo quella del 2008, ma gli ascolti salgono di 205.000 spettatori rispetto alla precedente edizione. Per la prima volta nella storia della televisione italiana, la kermesse canora fu superata in termini di ascolti da un altro programma: fu la terza serata, in particolare, a essere battuta nei risultati Auditel dalla settima puntata della quarta edizione del reality show Grande Fratello.
Tra i numerosi motivi di dissidio tra Renis e la conduttrice Simona Ventura vi fu la partecipazione del sassofonista quattordicenne Francesco Cafiso come ospite: la Ventura, infatti, si oppose alla partecipazione di un minore in violazione di una norma per la tutela dei minori in video approvata pochi mesi prima ma Renis, in qualità di direttore artistico, impose la sua scelta. L'esibizione di Cafiso fu comunque accolta molto favorevolmente dal pubblico.
Suscitò clamore la partecipazione di Adriano Celentano, che già nel 2003 si era proposto per la direzione artistica del Festival ricevendo poco o nessun riscontro da parte della Rai. Tony Renis invitò Celentano in qualità di ospite, ripetutamente e senza risultato. Celentano invece si presentò a sorpresa durante la serata finale, ufficialmente a titolo gratuito, grazie all'interessamento dell'allora direttore generale della Rai, Flavio Cattaneo. La sua esibizione, tuttavia, fece slittare di parecchi minuti quella del ballerino Joaquín Cortés, che polemicamente lasciò il teatro ancora prima di esibirsi.

## Partecipanti
| Interprete                                | Ultime partecipazioni al Festival  |
| ----------------------------------------- | ---------------------------------- |
| Adriano Pappalardo                        | Esordiente                         |
| Andrè                                     | Esordiente                         |
| Andrea Mingardi e The Blues Brothers Band | 1998 ed Esordienti                 |
| Bungaro                                   | 1991 (tra le Novità)               |
| Daniele Groff                             | 1999 (tra i Giovani)               |
| Danny Losito e Las Ketchup                | Esordienti                         |
| DB Boulevard e Bill Wyman                 | Esordienti                         |
| DJ Francesco                              | Esordiente                         |
| Linda                                     | Esordiente                         |
| Marco Masini                              | 2000                               |
| Mario Rosini                              | Esordiente                         |
| Mario Venuti                              | 1988 (come membro dei Denovo)      |
| Massimo Modugno e Gipsy Kings             | 1992 (tra le Novità) ed Esordienti |
| Morris Albert e Mietta                    | Esordiente e 2000                  |
| Neffa                                     | Esordiente                         |
| Omar Pedrini                              | 2002 (come membro dei Timoria)     |
| Pacifico                                  | Esordiente                         |
| Paolo Meneguzzi                           | 2001 (tra i Giovani)               |
| Piotta                                    | Esordiente                         |
| Simone Tomassini                          | Esordiente                         |
| Stefano Picchi                            | Esordiente                         |
| Veruska                                   | Esordiente                         |

## Classifica finale
| Posizione | Interprete                                | Canzone                      | Autori                                                   | Voti ricevuti |
| --------- | ----------------------------------------- | ---------------------------- | -------------------------------------------------------- | ------------- |
| 1º        | Marco Masini                              | L'uomo volante               | M. Masini, G. Dati e G. Orlandi                          | 295.639       |
| 2º        | Mario Rosini                              | Sei la vita mia              | L. Leone, L. Patruno, C. Noto, L. Rana e G. Giorgilli    | 152.479       |
| 3º        | Linda                                     | Aria, sole, terra e mare     | L. Valori, L. Bruti, M. Di Paolo, D. De Santis           | 134.636       |
| 4º        | Paolo Meneguzzi                           | Guardami negli occhi (prego) | P. Meneguzzo, R. Di Bella, L. Mattioni e D. Melotti      | 127.346       |
| 5º        | Bungaro                                   | Guardastelle                 | G. Romanelli e Antonio Calò                              | 75.613        |
| 6º        | Massimo Modugno e Gipsy Kings             | Quando l'aria mi sfiora      | Mogol e G. Bella                                         | 62.930        |
| 7º        | Stefano Picchi                            | Generale Kamikaze            | S. Picchi                                                | 61.343        |
| 8º        | Morris Albert e Mietta                    | Cuore                        | S. Dall'Ora e S. Boffa                                   | 51.362        |
| 9º        | Neffa                                     | Le ore piccole               | G. Pellino                                               | 45.696        |
| 10º       | Mario Venuti                              | Crudele                      | M. Venuti e Kaballà                                      | 45.545        |
| 11º       | DJ Francesco                              | Era bellissimo               | F. Facchinetti, S. Lucato, D. Primiceri e A. Rapetti     | 32.422        |
| 12º       | Simone Tomassini                          | È stato tanto tempo fa       | S. Tomassini                                             | 28.830        |
| 13º       | DB Boulevard e Bill Wyman                 | Basterà                      | A. Ventura, R. Palù e D. Benedetti                       | 28.611        |
| 14º       | Andrea Mingardi e The Blues Brothers Band | È la musica                  | A. Mingardi e M. Tirelli                                 | 26.018        |
| 15º       | Omar Pedrini                              | Lavoro inutile               | O. Pedrini                                               | 25.585        |
| 16º       | Daniele Groff                             | Sei un miracolo              | D. Groff e M. Patrignani                                 | 24.103        |
| 17º       | Adriano Pappalardo                        | Nessun consiglio             | R. Scarpetta, A. Pappalardo, L. Chiaravalli e G. Moretti | 23.237        |
| 18º       | Veruska                                   | Un angelo legato a un palo   | Mogol, G. Bella e R. Bella                               | 23.193        |
| 19º       | Andrè                                     | Il nostro amore              | M. Canigiula, S. Labate e C. Labate                      | 18.186        |
| 20º       | Danny Losito e Las Ketchup                | Single                       | D. Losito e M. Mariello                                  | 17.132        |
| 21º       | Pacifico                                  | Solo un sogno                | L. De Crescenzo                                          | 15.300        |
| 22º       | Piotta                                    | Ladro di te                  | T. Zanello, E. Rubbi e M. Altomare                       | 13.409        |

## Regolamento e serate
A causa del rifiuto da parte delle major discografiche di prender parte alla manifestazione, in quest'edizione del Festival parteciparono 22 canzoni interpretate da altrettanti artisti, perlopiù sconosciuti al grande pubblico, e senza divisioni in categorie; non vi furono eliminazioni né giurie, e le canzoni vennero così votate esclusivamente dal pubblico da casa tramite il televoto.

### Prima serata
Nella prima serata vennero eseguite 11 delle canzoni in gara.
| Ordine di uscita | Artista                                   | Brano                        | Voti prima serata | Classifica generale |
| Ordine di uscita | Artista                                   | Brano                        | Televoto          | Posizione           |
| ---------------- | ----------------------------------------- | ---------------------------- | ----------------- | ------------------- |
| 1                | Neffa                                     | Le ore piccole               | 8º posto          | 8                   |
| 2                | Paolo Meneguzzi                           | Guardami negli occhi (prego) | 4º posto          | 5                   |
| 3                | DB Boulevard e Bill Wyman                 | Basterà                      | 11º posto         | 9                   |
| 4                | Stefano Picchi                            | Generale Kamikaze            | 3º posto          | 7                   |
| 5                | Danny Losito e Las Ketchup                | Single                       | 7º posto          | 16                  |
| 6                | Morris Albert e Mietta                    | Cuore                        | 2º posto          | 4                   |
| 7                | Marco Masini                              | L'uomo volante               | 1º posto          | 1                   |
| 8                | DJ Francesco                              | Era bellissimo               | 9º posto          | 12                  |
| 9                | Veruska                                   | Un angelo legato a un palo   | 10º posto         | 19                  |
| 10               | Mario Venuti                              | Crudele                      | 6º posto          | 13                  |
| 11               | Andrea Mingardi e The Blues Brothers Band | È la musica                  | 5º posto          | 15                  |

#### Ospiti
- Raoul Bova
- Black Eyed Peas - Where Is the Love? e Shut Up
- Cirque du Soleil
- Gino Paoli - Un altro amore, La gatta e Una lunga storia d'amore
- Franco Di Mare, in collegamento da Sarajevo con i soldati della missione di pace

### Seconda serata
Nella seconda serata vennero eseguite le restanti 11 delle canzoni in gara.
| Ordine di uscita | Artista                       | Brano                    | Voti seconda serata | Classifica generale |
| Ordine di uscita | Artista                       | Brano                    | Televoto            | Posizione           |
| ---------------- | ----------------------------- | ------------------------ | ------------------- | ------------------- |
| 1                | Simone Tomassini              | È stato tanto tempo fa   | 8º posto            | 11                  |
| 2                | Omar Pedrini                  | Lavoro inutile           | 7º posto            | 18                  |
| 3                | Linda                         | Aria, sole, terra e mare | 3º posto            | 6                   |
| 4                | Pacifico                      | Solo un sogno            | 9º posto            | 21                  |
| 5                | Piotta                        | Ladro di te              | 11º posto           | 22                  |
| 6                | Daniele Groff                 | Sei un miracolo          | 6º posto            | 17                  |
| 7                | Bungaro                       | Guardastelle             | 2º posto            | 3                   |
| 8                | Andrè                         | Il nostro amore          | 10º posto           | 20                  |
| 9                | Mario Rosini                  | Sei la vita mia          | 1º posto            | 2                   |
| 10               | Adriano Pappalardo            | Nessun consiglio         | 5º posto            | 14                  |
| 11               | Massimo Modugno e Gipsy Kings | Quando l'aria mi sfiora  | 4º posto            | 10                  |

#### Ospiti
- Aventura - Obsesión e Cuándo volverás
- Roberto Bolle
- Dustin Hoffman - Quando quando quando
- Pino Scaccia, in collegamento da Kabul intervista alcuni militari italiani in missione in Iraq

### Terza serata
Nella terza serata vennero eseguite tutte le 22 canzoni dai rispettivi cantanti, nella versione "radio edit".
| Ordine di uscita | Artista                                   | Brano                        | Classifica generale |
| Ordine di uscita | Artista                                   | Brano                        | Posizione           |
| ---------------- | ----------------------------------------- | ---------------------------- | ------------------- |
| 1                | Neffa                                     | Le ore piccole               | 8º posto            |
| 2                | Paolo Meneguzzi                           | Guardami negli occhi (prego) | 5º posto            |
| 3                | DB Boulevard e Bill Wyman                 | Basterà                      | 11º posto           |
| 4                | Stefano Picchi                            | Generale Kamikaze            | 7º posto            |
| 5                | Simone Tomassini                          | È stato tanto tempo fa       | 9º posto            |
| 6                | Omar Pedrini                              | Lavoro inutile               | 10º posto           |
| 7                | Linda                                     | Aria, sole, terra e mare     | 2º posto            |
| 8                | Pacifico                                  | Solo un sogno                | 20º posto           |
| 9                | Piotta                                    | Ladro di te                  | 21º posto           |
| 10               | Danny Losito e Las Ketchup                | Single                       | 13º posto           |
| 11               | Morris Albert e Mietta                    | Cuore                        | 6º posto            |
| 12               | Marco Masini                              | L'uomo volante               | 1º posto            |
| 13               | Daniele Groff                             | Sei un miracolo              | 15º posto           |
| 14               | Bungaro                                   | Guardastelle                 | 4º posto            |
| 15               | DJ Francesco                              | Era bellissimo               | 12º posto           |
| 16               | Veruska                                   | Un angelo legato a un palo   | 18º posto           |
| 17               | Andrè                                     | Il nostro amore              | 22º posto           |
| 18               | Mario Venuti                              | Crudele                      | 16º posto           |
| 19               | Andrea Mingardi e The Blues Brothers Band | È la musica                  | 19º posto           |
| 20               | Mario Rosini                              | Sei la vita mia              | 3º posto            |
| 21               | Adriano Pappalardo                        | Nessun consiglio             | 17º posto           |
| 22               | Massimo Modugno e Gipsy Kings             | Quando l'aria mi sfiora      | 14º posto           |

#### Ospiti
- Dustin Hoffman - Our Love Is Here to Stay
- Stefania Sandrelli
- Haiducii - Dragostea din tei
- Neri per Caso - Sella la mula (con Paola Cortellesi)
- Franco Di Mare, in collegamento da Sarajevo con i soldati della missione di pace

### Quarta serata
La quarta serata fu una serata-evento in cui gli artisti in gara e vari ospiti eseguirono i grandi successi della musica italiana presentati nel corso delle precedenti 53 edizioni del Festival.
| Ordine di uscita | Artista                | Brano                         |
| ---------------- | ---------------------- | ----------------------------- |
| 1                | Simone Tomassini       | La prima cosa bella           |
| 2                | Mario Rosini           | Almeno tu nell'universo       |
| 3                | Andrè                  | Cuore matto                   |
| 4                | Veruska                | Maledetta primavera           |
| 5                | Neffa                  | Nel blu dipinto di blu        |
| 6                | DJ Francesco           | 24.000 baci                   |
| 7                | Marco Masini           | Si può dare di più            |
| 8                | Bungaro                | Con te partirò                |
| 9                | Morris Albert e Mietta | Che sarà                      |
| 10               | Adriano Pappalardo     | Papaveri e papere             |
| 11               | Paolo Meneguzzi        | Adesso tu                     |
| 12               | Piotta                 | Chi non lavora non fa l'amore |
| 13               | Mario Venuti           | Vacanze romane                |
| 14               | Andrea Mingardi        | Grazie dei fiori              |
| 15               | Danny Losito           | Nessuno mi può giudicare      |
| 16               | Massimo Modugno        | Se stiamo insieme             |
| 17               | Stefano Picchi         | Un'avventura                  |
| 18               | Daniele Groff          | Una lacrima sul viso          |
| 19               | DB Boulevard           | Jesahel                       |
| 20               | Pacifico               | 4 marzo 1943                  |
| 21               | Omar Pedrini           | Io che non vivo (senza te)    |
| 22               | Linda                  | Nessuno                       |

#### Ospiti
- Toto Cutugno - L'Italiano e Salirò
- Al Bano - Come saprei e Perdere l'amore
- Christian De Sica - Tanto pe' cantà
- Marcella Bella - Montagne verdi, E se domani e Ancora
- Bobby Solo - Donne e Romantica
- Mino Reitano - Italia e Piove
- Rupert Everett
- Natalie Cole - Non dimenticar e Unforgettable
- Francesco Cafiso - Chiroqchi
- Tutte le vallette dei precedenti Festival di Sanremo

### Quinta serata - Finale
Nella serata finale si esibirono i 22 artisti in gara con i rispettivi brani; al termine della serata, in base al risultato del televoto, vennero infine proclamati e premiati il primo, il secondo e il terzo classificati.
| Ordine di uscita | Artista                               | Brano                        | Classifica generale |
| ---------------- | ------------------------------------- | ---------------------------- | ------------------- |
| 1                | Adriano Pappalardo                    | Nessun consiglio             | 17º posto           |
| 2                | Neffa                                 | Le ore piccole               | 9º posto            |
| 3                | Linda                                 | Aria sole terra e mare       | 3º posto            |
| 4                | Paolo Meneguzzi                       | Guardami negli occhi (Prego) | 4º posto            |
| 5                | Andrea Mingardi e Blues Brothers Band | È la musica                  | 14º posto           |
| 6                | Marco Masini                          | L'uomo volante               | 1º posto            |
| 7                | Massimo Modugno e Gipsy Kings         | Quando l'aria mi sfiora      | 6º posto            |
| 8                | Mario Rosini                          | Sei la vita mia              | 2º posto            |
| 9                | Mario Venuti                          | Crudele                      | 10º posto           |
| 10               | Bungaro                               | Guardastelle                 | 5º posto            |
| 11               | Andrè                                 | Il nostro amore              | 19º posto           |
| 12               | Stefano Picchi                        | Generale Kamikaze            | 7º posto            |
| 13               | DB Boulevard e Bill Wyman             | Basterà                      | 13º posto           |
| 14               | Morris Albert e Mietta                | Cuore                        | 8º posto            |
| 15               | Pacifico                              | Solo un sogno                | 21º posto           |
| 16               | Daniele Groff                         | Sei un miracolo              | 16º posto           |
| 17               | Simone Tomassini                      | È stato tanto tempo fa       | 12º posto           |
| 18               | Veruska                               | Un angelo legato a un palo   | 18º posto           |
| 19               | Piotta                                | Ladro di te                  | 22º posto           |
| 20               | Omar Pedrini                          | Lavoro inutile               | 15º posto           |
| 21               | Danny Losito e Las Ketchup            | Single                       | 20º posto           |
| 22               | DJ Francesco                          | Era bellissimo               | 11º posto           |

#### Ospiti
- Frankie Hi-nrg mc - Non mi chiedermi (con Paola Cortellesi)
- Tony Renis
- Adriano Celentano - Rip it up
- Lionel Richie - Just For You
- Dolores O'Riordan - Ave Maria
- Duilio Giammaria, in collegamento da Nassiryah

## Premi
- Vincitore 54º Festival di Sanremo: Marco Masini con L'uomo volante
- Podio - secondo classificato 54º Festival di Sanremo: Mario Rosini con Sei la vita mia
- Podio - terzo classificato 54º Festival di Sanremo: Linda con Aria, sole, terra e mare
- Premio della Critica "Mia Martini": Mario Venuti con Crudele
- Premio Sala stampa Radio e TV: Marco Masini con L'uomo volante[9]
- Premio "Volare" al miglior testo: Omar Pedrini con Lavoro inutile e Marco Masini con L'uomo volante
- Premio "Volare" per la miglior musica: Pacifico con Solo un sogno e Bungaro con Guardastelle
- Premio "Volare" al miglior arrangiamento: Mario Rosini con Sei la vita mia e DB Boulevard con Basterà
- Premio "Città di Sanremo" alla carriera: Gino Paoli

## Orchestra
L'orchestra sinfonica fu diretta dai maestri:
- Leonardo de Amicis per Mario Rosini, Linda, Paolo Meneguzzi, Neffa, Simone Tomassini, Andrè, Mario Venuti, Morris Albert e Mietta, Daniele Groff, DB Boulevard (con Bill Wyman) e DJ Francesco
- Marco Canepa per Stefano Picchi
- Luca Chiaravalli per Adriano Pappalardo
- Paolo Jannacci per Pacifico
- Massimo Mariello per Danny Losito (con le Las Ketchup)
- Massimo Morini per Piotta
- Goffredo Orlandi per Marco Masini
- Renato Serio per Veruska e Massimo Modugno (con i Gipsy Kings)
- Franco Testa per Omar Pedrini
- Maurizio Tirelli per Andrea Mingardi
- Aidan Zammit per Bungaro

## Sigla
Non c'era una sigla. Per ogni serata vi era una diversa introduzione affidata a Gene Gnocchi.

## Scenografia
La scenografia del festival fu curata dallo scenografo Gaetano Castelli, che creò una scena ricca di fiori e caratterizzata da una grande orchestra che si apriva a metà creando l'entrata per i cantanti, da un ledwall ricurvo posto sul fondo del palco proprio sopra l'orchestra e da molte luci al LED.

## Ascolti
Risultati di ascolto delle varie serate, secondo rilevazioni Auditel.
| Serata             | Messa in onda      | I parte            | I parte            | II parte           | II parte           | Media ponderata | Media ponderata |
| Serata             | Messa in onda      | Telespettatori     | Share              | Telespettatori     | Share              | Telespettatori  | Share           |
| ------------------ | ------------------ | ------------------ | ------------------ | ------------------ | ------------------ | --------------- | --------------- |
| I                  | 2 marzo 2004       | 12960000           | 43,34%             | 6904000            | 40,75%             | 10104000        | 42,48%          |
| II                 | 3 marzo 2004       | 10013000           | 33,59%             | 5916000            | 34,11%             | 8402000         | 33,74%          |
| III                | 4 marzo 2004       | 8707000            | 29,38%             | 4848000            | 29,04%             | 6961000         | 29,28%          |
| IV                 | 5 marzo 2004       | 12003000           | 39,17%             | 7834000            | 42,83%             | 9742000         | 40,69%          |
| Finale             | 6 marzo 2004       | 12261000           | 43,92%             | 7571000            | 53,73%             | 9257000         | 48,57%          |
| Media delle serate | Media delle serate | Media delle serate | Media delle serate | Media delle serate | Media delle serate | 8893000         | 38,95%          |

## Piazzamenti in classifica dei singoli
| Artista                   | Singolo                      | Pos.Max. |
| ------------------------- | ---------------------------- | -------- |
| Paolo Meneguzzi           | Guardami negli occhi (prego) | 3        |
| Marco Masini              | L'uomo volante               | 8        |
| Mario Venuti              | Crudele                      | 14       |
| Mario Rosini              | Sei la vita mia              | 23       |
| Neffa                     | Le ore piccole               | 24       |
| Morris Albert e Mietta    | Cuore                        | 25       |
| Daniele Groff             | Sei un miracolo              | 26       |
| DJ Francesco              | Era bellissimo               | 28       |
| Linda                     | Aria sole terra e mare       | 28       |
| Stefano Picchi            | Generale Kamikaze            | 34       |
| DB Boulevard e Bill Wyman | Basterà                      | 38       |
| Simone Tomassini          | È stato tanto tempo fa       | 38       |
| Veruska                   | Un angelo legato a un palo   | 48       |

## Commissione artistica
I membri della commissione artistica sono:
- Tony Renis
- Flavia Cercato
- Molella
- Leonardo de Amicis
- Massimo Guantini
- Michele Torpedine
- Davide Lucaferri

## DopoFestival
Il DopoFestival fu sostituito da una versione speciale di Porta a Porta condotta da Bruno Vespa.

## Compilation
- 54º Sanremo - Festival della Canzone Italiana

La compilation di Sanremo 2004 uscì con l'etichetta Rai Trade e conteneva tutte le canzoni in gara eccetto Guardami negli occhi (prego) di Paolo Meneguzzi.

## Esclusi
Come ogni anno non esiste un elenco ufficiale dei cantanti esclusi. Tra i cantanti non ammessi: Dolcenera (Mai più noi due), Jalisse (Sei desiderio), Simone Cristicchi (Studentessa universitaria), Roberto Angelini, Mino Reitano (Il volo delle rondini, scritta da Bruno Lauzi), Al Bano in coppia con Mireille Mathieu, Paolo Belli in coppia con gli Earth, Wind & Fire, Skardy in coppia con Jimmy Cliff, Amedeo Minghi in coppia con Dionne Warwick, Natalia Estrada, Gianni Bella in coppia con Toquino, Luisa Corna, Audio 2, Stefano Zarfati, Rosario Di Bella, Archinuè, Nino Frassica, Simone Chiari.